# Portugalski evrokovanci
Portugalski evrokovanci imajo tri različne motive, za vsako od treh serij. Vsi pa imajo stare kraljevske pečate s krogom sedmih gradov in petih grbov ter besedo Portugal. Poleg tega je na vseh kovancih prisotnih 12 zvezd EU-ja in letnica kovanja. Kovance je oblikoval Vitor Manuel Fernandes dos Santos.

## Podoba portugalskih evrokovancev
| Portugalski evrokovanci – zadnja stran | Portugalski evrokovanci – zadnja stran | Portugalski evrokovanci – zadnja stran               |
| 0,01 €                                 | 0,02 €                                 | 0,05 €                                               |
| -------------------------------------- | -------------------------------------- | ---------------------------------------------------- |
|                                        |                                        |                                                      |
| Kraljevi pečat iz leta 1134            |                                        |                                                      |
| 0,1 €                                  | 0,2 €                                  | 0,5 €                                                |
|                                        |                                        |                                                      |
| Kraljevi pečat iz leta 1142            |                                        |                                                      |
| 1 €                                    | 2 €                                    | Rob kovanca za 2 €                                   |
|                                        |                                        | Sedem gradov in pet grbov, zasuknjenih v levo za 90o |
| Kraljevi pečat iz leta 1144            |                                        |                                                      |
|                                        |                                        |                                                      |